# .st
.st為聖多美普林西比國家及地區頂級域（ccTLD）的域名。	該域名於1997 年 11 月 7 日啟用。該域名沒有註冊限制。任何人可以申請註冊二級域名。

## 外部連結
- IANA .st whois information（页面存档备份，存于）
- .st domain registration website（页面存档备份，存于）